# Dorothea Bate
Pour les articles homonymes, voir Bate.
Dorothea Minola Alice Bate (8 novembre 1878 - 13 janvier 1951)  ou Dorothy Bate, est une paléontologue britannique et une des pionnières de l'archéozoologie. Elle passe sa carrière à rechercher des fossiles de mammifères éteints récemment, en vue de comprendre comment et pourquoi leurs formes géantes et naines ont évolué.

## Biographie

### Jeunesse
Née dans le comté de Carmarthenshire au sud du Pays de Galles, Dorothy Bate est la fille d'un commissaire de police, Reginald Henry Bate, et de sa femme Elizabeth Fraser Whitehill, une musicienne accomplie. Elle a une sœur aînée et un frère cadet. Son grand-père est garde-côte en Irlande et ses grands-parents maternels sont fabricants en Écosse. Elle passe son enfance dans la nature à observer les oiseaux, pêcher ou encore attraper de petits mammifères. Elle collectionne tout ce qui se trouve dans la nature : insectes, pierres, fossiles, fougères, fleurs et œufs d'oiseaux. Elle ne suit pas de cursus universitaire. Elle fait son apprentissage au British Museum (actuellement musée d'histoire naturelle de Londres).

### Carrière
En 1898, à l'âge de dix-neuf ans, Dorothea Bate obtient un emploi au musée d'histoire naturelle de Londres. Elle est chargée du tri des peaux d'oiseaux, dans un premier temps, puis travaille à la pièce des oiseaux du département de zoologie avant de devenir préparatrice de fossiles. Elle y reste pendant cinquante années et y apprend l'ornithologie, la paléontologie, la géologie et l'anatomie. Elle est payée au nombre de fossiles qu'elle prépare.
En 1901, elle publie son premier article scientifique sur les os des mammifères pléistocènes de la grotte de Merlin ou grotte de Wye : A short account of a bone cave in the Carboniferous limestone of the Wye valley, dans le Geological Magazine. Elle décrit quinze espèces de mammifères et d'oiseaux présents il y a environ 10 000 ans. Six des espèces de mammifères sont à présent éteintes, dont le pika et le lemming de Norvège.
La même année, elle se rend à Chypre pour un séjour de dix-huit mois à ses frais, à la recherche d'os. Là, elle trouve douze nouveaux gisements dans des grottes à ossements, parmi eux les os de Hippopotamus minor. L'accès à certaines grottes pouvait être problématique : elle a gravi des montagnes et des falaises. Pour les grottes dont l'accès était trop risqué par l'escalade, elle passait par la mer, sautait et nageait toute habillée jusqu'à la grotte le long d'une centaine de mètres. Ses journées étaient chargées, elle s'organisait de la façon suivante : 4 à 5 heures de trajet pour arriver au site de fouilles, puis 3 à 4 heures à creuser et les 4 à 5 heures de trajet retour. Elle dormait dans des chambres sans chauffage ni confort et attrape la malaria. Elle reste quelques jours au lit et repart fouiller malgré la fièvre.
En 1902, elle obtient une subvention de la Royal Society, grâce au soutien de Henry Woodward. Elle souhaite obtenir 20 £ et en obtient 30 (soit environ 1 700 £ aujourd'hui ou 2 050 euros). Elle découvre alors dans une grotte des collines de Kyrenia une nouvelle espèce d'éléphant nain, qu'elle nomme Elephas cypriotes et décrit dans un article pour la Royal Society,. Également à Chypre, elle observe (prend au piège et écorche) des mammifères vivants et des oiseaux et commence d'autres articles, comme les descriptions de la souris épineuse de Chypre (Acomys nesiotes) et une sous-espèce du Troglodyte mignon (Troglodytes troglodytes cypriotes). À Chypre, Dorothy Bate réside particulièrement à Paphos, avec un commissaire de district appelé Wodehouse.
Plus tard, elle entreprend des expéditions dans de nombreuses autres îles de la Méditerranée : la Crète, la Corse, la Sardaigne, Malte et les îles Baléares. Elle rédige de nombreux travaux sur leurs faunes préhistoriques. Dans les Baléares, en 1909, elle découvre Myotragus balearicus, une espèce jusqu'alors inconnue de la sous-famille des Caprinae. Sur le plateau de Kat, dans l'est de la Crète, elle trouve des restes de l'Hippopotamus creutzburgi. En Crète, elle apprend à connaître les archéologues pendant l'excavation de Knossos et d'autres sites de l'île, qui mettent en lumière la civilisation minoenne.

D'après le Daily Telegraph, 

« Elle passait ses journées à pied ou à dos de mule, traversant des terrains arides et infestés de bandits, dormant dans des taudis et des cabanes pouilleuses. Elle traversait la houle pour atteindre les grottes des falaises isolées où elle marchait, couverte de boue et d'argile, jamais sans ses sacs de collecte, ses filets, ses boîtes à insectes, son marteau et plus tard de la dynamite. »

Après le mariage de sa sœur, en 1906, les parents Bate réduisent sa liberté. Il jugent qu'à vingt-huit ans, il serait temps qu'elle devienne une fille obéissante. Elle ne peut ainsi pas travailler en solitaire sur le terrain pendant cinq années. Elle continue l'identification des os fossiles collectés par différents collègues et entretient une correspondance avec des scientifiques du monde entier.
Dans les années 1920, Dorothea Bate reprend les fouilles et travaille avec l'archéologue professeur Dorothy Garrod en Palestine. De 1935 à 1937, leurs fonds proviennent d'un philanthrope, Sir Henry Wellcome. En 1937, elles publient ensemble The Stone Age of Mont Carmel volume 1, part 2 : paléontology, the Fossil Fauna of the Wady el- Mughara cave, résultat de leurs fouilles du mont Carmel,. Parmi les autres découvertes, elles rapportent des restes d'hippopotame. En 1937, Dorothy Bate devient la première femme nommée professeure à une chaire de l'université de Cambridge.
Elle travaille également avec Percy Roycroft Lowe sur les fossiles d'autruches en Chine. Leur collaboration incitera Percy Roycroft Lowe à étudier les pingouins. Elle a été une pionnière de l'archéozoologie, en particulier dans le domaine de l'interprétation des climats. Elle compara les proportions des restes de gazelles et de daims. À la fin des années 1930, vers la fin de sa carrière de terrain, elle trouve les os d'une tortue géante à Bethléem.
Beaucoup d'archéologues et d'anthropologues ont invoqué son expertise dans l'identification des os fossiles, notamment Louis Leakey, Charles McBurney et John Desmond Clark.
En septembre 1940, le musée d'histoire naturelle de Londres est bombardé. Le risque aérien de la Seconde Guerre mondiale entraîne le transfert du département de géologie du musée d'histoire naturelle de Londres au département de zoologie à Tring. Dorothea Bate est mutée avec ces collections. En 1948, peu avant son 70e anniversaire, elle est nommée chef de service à Tring. Souffrant d'un cancer, elle meurt d'une crise cardiaque le 13 janvier 1951. Elle est incinérée. Ses archives personnelles ont été détruites dans un incendie peu de temps après sa mort.

## Distinctions
- Prix de Wollaston de la Société géologique de Londres (1940)
- Membre élue de la Société géologique de Londres (1940)

## Publications
Elle a publié environ 70 articles, principalement sur les fossiles méditerranéens mais aussi sur des faunes africaines plus anciennes (Miocène).
- 1901 : A short account of a bone cave in the Carboniferous limestone of the Wye valley, Geological Magazine, 8(3): 101–106.
- 1902 : Preliminary note on the discovery of a pigmy elephant in the Pleistocene of Cyprus, Proceedings of the Royal Society of London 71(4-5), 498–500.
- 1903 : Notes on the Resting Attitude of Zamacra flabellaria, The Entomologist, 26:106-107.
- 1903 : On the occurrence of Acomys in Cyprus, Annals And Magazine of Natural History, 11(7): 565-567.
- 1903 :  On an extinct species of Genet (Genetta plesictoides, sp n) from the Pleistocene of Cyprus, Proceedings of the Zoological Society of London, 73(1): 121–124.
- 1903 : The mammals of Cyprus, Proceedings of the Zoological Society of London, 341–348.
- 1904 : Further Note on the Remains of Elephas cypriotes, Bate, from a Cave-Deposit in Cyprus, Proceedings of the Royal Society of London, 74(497-506): 120–121.
- 1905 : Four and a Half Months in Crete in Search of Pleistocene Mammalian Remains, Geological Magazine, 2(05), 195–203.
- 1905 : Further Note on the Remains of Elephas cypriotes from a Cave-Deposit in Cyprus, Philosophical Transactions of the Royal Society of London, Series B, 197: 347-360.
- 1905 : On the mammals of Crete, Proceedings of the Zoological Society of London, 75(4): 315–322.
- 1906 : The Pigmy Hippopotamus of Cyprus, Geological Magazine, 3(06), 241–245.
- 1907 : On Elephant Remains from Crete, with Description of Elephas creticus, Proceedings of the Zoological Society of London, 77(2) : 238-250.
- 1909 : Preliminary Note on a New Artiodactyle from Majorca, Myotragus balearicus, gen. et sp. nov., Geological Magazine, 6(9), 385–388.
- 1912 : On a New Species of Mouse and other Rodent Remains from Crete, Geological Magazine,9(01), 4–6.
- 1913 : Trevor-Battye, A. & Bate D.M.A. Camping in Crete, with notes upon the animal and plant life of the island, Witherby, 308p. https://archive.org/details/campingincretewi00trev (vu le 8 mars 2014)
- 1914 : On the Pleistocene Ossiferous Deposits of the Balearic Islands, Geological Magazine, 1(08), 337–345.
- 1914 : On Remains of a Gigantic Land Tortoise (Testudo Gymnesious, N. Sp.) from the Pleistocene of Menorca, Geological Magazine, 1(03), 100–107.
- 1916 : On a small collection of vertebrate remains from the Har Dalam Cavern, Malta; with note on a new species of the genus Cygnus, Proceedings of the Zoological Society of London, 86(3): 421–430.
- 1918 : On a new genus of extinct muscardine rodent from the Balearic Islands, Proceedings of the Zoological Society of London, 88(3-4): 209-222.
- 1920 : Note on a new vole and other remains from the Ghar Dalam Cavern, Malta, Geological Magazine, 57(5): 208–211.
- 1927 : On the Animal Remains Obtained from the Mugharet-el-Zuttiyeh in 1925 & 1926, British School of Archeology in Jerusalem, 27-52.
- 1928 : Garrod, D.A., Buxton, L.D., Smith, G.E., Bate, D.M.A., Spiller, R., Hinton, M. & Fischer, P. Excavation of a Mousterian rock-shelter at Devil’s Tower, Gibraltar, Journal of the Royal Anthropological Institute of Great Britain and Ireland, 33–113.
- 1930 : Animal remains from the Dark Cave, Hazar Merd, Bulletin of the American School of Prehistoric Research, 6: 38–41.
- 1931 : Lowe, P.R. & Bate, D.M.A. Struthious Remains from Northern China and Mongolia: With Descriptions of Struthio Wimani, Struthio Anderssoni and Struthio Mongolicus. Spp. Nov., Geological Survey of China, 6(4) : 47p.
- 1932 : A Note on the Fauna of the Athlit Caves, The Journal of the Royal Anthropological Institute of Great Britain and Ireland, 62:  277-279.
- 1932 : A new fossil hedgehog from Palestine, The Annals and Magazine of Natural History 10(60): 575–585.
- 1934 : Discovery of a fossil elephant in Palestine. Nature, 134: 219.
- 1934 : A fossil wart-hog from Palestine, The Annals and Magazine of Natural History 13(73): 120–129.
- 1935 : Note on the Habits of Enhydrictis galictoides, with Description of some Limb‐bones of this Mustelid from the Pleistocene of Sardinia, Proceedings of the Zoological Society of London, 241–245.
- 1935 : Two new Mammals from the Pleistocene of Malta, with Notes on the Associated Fauna, Proceedings of the Zoological Society of London, 247–264.
- 1937 : New Pleistocene mammals from Palestine, The Annals and Magazine of Natural History, 20(117): 397–400.
- 1937 : Gardner, E.W. & Bate, D.M.A. The bone-bearing beds of Bethlehem - Their fauna and industry, Nature, 140: 431–433.
- 1937 : Garrod, D.A.E. & Bate, D.M.A. The Stone Age of Mount Carmel, volume 1, part 2: Palaeontology, the Fossil Fauna of the Wady el-Mughara Caves, Clarendon Press, Oxford.
- 1937 : Garrod, D.A.E. & Bate, D.M.A. Excavations at the Wady el-Mughara, Clarendon Press.
- 1937 : Stekelis, M., Picard, L. & Bate, D.M.A. Jisr Banat Ya’qub, Quarterly of the Department of Antiquities in Palestine, 6: 214–215.
- 1940 : The fossil antelopes of Palestine in Natufian (Mesolithic) times, with descriptions of new species, Geological Magazine, 77(06): 418–443.
- 1941 : The moa in New Zealand, Nature, 148: 701–702.
- 1942 : New Pleistocene Murinæ from Crete, Journal of Natural History, Series 11:9(49): 41–49.
- 1942 : Pleistocene Murinæ from Palestine, Journal of Natural History, Series 11:9(55): 465–486.
- 1943 : Pleistocene Cricetinæ from Palestine, The Annals and Magazine of Natural History, 10(72): 813–838.
- 1944 : Pleistocene shrews from the larger Western Mediterranean Islands, The Annals and Magazine of Natural History, 11(83): 738–769.
- 1945 : Note on small mammals from the Lebanon Mountains, Syria, The Annals and Magazine of Natural History, 12(87): 141–158.
- 1945 : The pleistocene mole of Sardinia, The Annals and Magazine of Natural History, 12(91): 448–461.
- 1947 : An extinct Reed-Rat (Thryonomys arkelli) from the Sudan, The Annals & Magazine of Natural History, 14(109): 65–71.
- 1949 : A new African fossil long-horned buffalo, The Annals & Magazine of Natural History, 2(17): 396–398.
- 1950 : The‘ Shoulder Ornament’ of Near Eastern Lions, Journal of Near Eastern Studies, 53–54.
- 1950 : A fossil vole from Cyrenaica, Annals and Magazine of Natural History, 8(12), 981–985.